# La divisa
La divisa (Khakee) è un film indiano del 2004 diretto da Rajkumar Santoshi e scritto da Santoshi e Shridhar Raghavan. Il film tratta la corruzione in India, ed ha come protagonisti Amitabh Bachchan, Akshay Kumar, Ajay Devgn, Atul Kulkarni, Prakash Raj, Aishwarya Rai, Tusshar Kapoor, Tanuja e Jayapradha. Lara Dutta fa una comparsa durante la canzone Aisa Jadoo. Il film, distribuito il 23 gennaio 2004, ha ricevuto critiche molto positive ed è diventato il quinto miglior incasso dell'anno in India.